# Kwantumtheorie
De kwantumtheorie (ook bekend als de "oude kwantumtheorie") is een collectie van natuurkundige theorieën, die stelt dat op atomair niveau de grootheden energie, impulsmoment en magnetisch moment slechts in discrete waarden kunnen voorkomen, die kwanta worden genoemd. Verder beschrijft de kwantumtheorie, dat materie en elektromagnetische straling zowel deeltjes- als golfeigenschappen kunnen vertonen.
De theorie werd door wetenschappers ontwikkeld in de tijdsperiode van 1900-1924 en is ontstaan om nieuwe experimentele gegevens te verklaren, die men eind negentiende eeuw en begin twintigste eeuw verkreeg door de wisselwerking van elektromagnetische straling met materie te bestuderen. Veel onderdelen van de theorie werden door wetenschappers ad hoc ingevoerd en daarom kleefden er talrijke bezwaren aan de theorie. Deze bezwaren werden opgelost door de later ontwikkelde theorie van de kwantummechanica.

## Ontwikkeling

### Geschiedenis
Een eerste aanzet tot deze theorie begon met Max Planck in zijn studie, gepubliceerd in 1900 Zur Theorie des Gesetzes der Energie-Verteilung im Normal-Spektrum. In dit artikel levert Planck een oplossing voor een tot dan toe onopgelost probleem, namelijk de gemeten intensiteitsverdeling van de straling, afkomstig van een zwart lichaam. Pogingen om deze stralingsverdeling te verklaren met behulp van de klassieke natuurkunde mislukten (stralingswet van Rayleigh-Jeans en stralingswet van Wien). De door Planck ontwikkelde stralingsformule kon deze stralingsverdeling wel goed verklaren. Planck kwam tot deze formule, wanneer hij aannam dat de interactie van straling met materie altijd gaat in eindige energiepakketjes (kwanta). Later zou blijken dat de afleiding van Planck fysisch onjuist was, maar het eindresultaat ervan wel goed was. De correcte afleiding zou later door Albert Einstein gegeven worden.
Einstein, die onafhankelijk van Planck werkte, kwam in 1905 met dezelfde formule op grond van statistische beschouwingen over entropieveranderingen van straling in een afgesloten ruimte. Hij ging daarbij wat verder dan Planck, door te stellen dat straling uit deeltjes (fotonen) bestaat en dat dat de reden is waarom de interactie van straling met materie in energiepakketjes gaat. Met zijn theorie kon Einstein vervolgens het foto-elektrisch effect verklaren. Een paar jaar later, in 1909, stelde Einstein vast, dat de volgende stap het ontwikkelen van een theorie voor straling was, die een combinatie is van de deeltjestheorie en de golftheorie (dualiteit van golven en deeltjes).
Niels Bohr ontwikkelde in 1913, op grond van het werk van Einstein en Planck, een nieuw model voor het atoom, ter vervanging van het toen bekende atoommodel van Rutherford. In zijn atoommodel van Bohr stelde hij, dat een elektron binnen een atoom een discrete hoeveelheid straling kan absorberen of uitzenden, wat ervoor zorgt dat het elektron van baan wisselt (kwantumsprong). Verder kwam hij tot de conclusie dat alleen bepaalde banen toegestaan waren voor de elektronen om een atoomkern, met andere woorden de elektronenbanen zijn gekwantiseerd. Een precieze verklaring hiervoor gaf hij niet - deze werd later gegeven door de Broglie. Ook voerde hij het eerste kwantumgetal in voor de baanschil van het elektron. Arnold Sommerfeld verfijnde een paar jaar later het baanmodel van Niels Bohr, door te stellen dat de elektronenbanen ellipsvormig waren in plaats van cirkelvormig. Hij voegde extra kwantumgetallen toe om ook impulsmoment en magnetisch moment van het elektron te beschrijven.
Lange tijd stond Einstein alleen in zijn geloof in fotonen. Tot begin jaren 20 geloofde geen enkele wetenschapper hierin. Het eerste directe experimentele bewijs voor het bestaan van fotonen werd in 1923 door Arthur Holly Compton geleverd. In een botsingsexperiment met straling en elektronen, beschreef hij het naar hem genoemde Compton-effect. Hij toonde aan, dat zowel de deeltjestheorie als de golftheorie gebruikt moet worden om dit effect te kunnen verklaren.
In 1924 kwam Louis-Victor de Broglie met het idee dat deeltjes ook als golven gezien kunnen worden (hypothese van De Broglie), wat later experimenteel bevestigd werd. Hij paste zijn ideeën toe op het atoommodel van Bohr en stelde de elektronen rondom de atoomkern voor als staande golven. Hij ontdekte dat een staande golf alleen bij bepaalde elektronenbanen kon ontstaan, namelijk bij de toegestane elektronenbanen zoals beschreven door Bohr.
In 1924 bedacht Wolfgang Pauli het uitsluitingsbeginsel voor de elektronen op grond van beschouwingen over de kwantumgetallen. Hij bedacht hierbij ook het concept van de spin voor elektronen.

### Kritiek
- In het begin had Max Planck zelf bezwaar tegen Einsteins idee dat straling uit deeltjes bestaat. Planck zag zijn eigen oplossing meer als een 'wiskundige truc' om zo tot de juiste oplossing te komen, maar hij vond dat er geen realiteit aan die wiskunde gekoppeld moest worden. Verder meende Planck dat 'zijn' kwantumtheorie later vervangen zou worden door een meer deterministische theorie zonder 'vage' statistische eigenschappen.
- Experimenteel fysicus Robert Millikan was ook tegen Einsteins ideeën en hij probeerde, tevergeefs, tien jaar lang door middel van experimenten Einsteins theorie te weerleggen. Millikan voerde hierbij zijn experimenten dermate nauwkeurig uit, dat het hem uiteindelijk onbedoeld de Nobelprijs opleverde.
- Opmerkelijk is, dat ook Niels Bohr oorspronkelijk tegen het idee van fotonen was. Het zou tot 1925 duren dat Bohr het bestaan van fotonen zou aanvaarden.